# 広島県道432号青河江田川之内線
広島県道432号青河江田川之内線（ひろしまけんどう432ごう あおがえたかわのうちせん）は、広島県三次市を通る一般県道である。

## 概要
三次市青河町から三次市高杉町に至る。

### 路線データ
- 起点：三次市青河町（青河交差点、国道54号交点）
- 終点：三次市高杉町（国道184号交点）
- 総延長：約10.5 km

## 地理

### 通過する自治体
- 三次市

### 交差する道路
| 交差する道路            | 交差する場所             | 交差する場所      |
| ----------------------- | ------------------------ | ----------------- |
| 国道54号 国道183号 重複 | 青河町                   | 青河交差点 / 起点 |
| 国道375号               | 廻神町（めぐりかみまち） | 廻神交差点        |
| 備北広域農道            | 高杉町                   |                   |
| 国道184号               | 高杉町                   | 終点              |

### 交差する鉄道
- 芸備線

### 沿線
- 三次市立青河小学校
- JR西日本芸備線 神杉駅（終点付近）